# Bipirâmide pentagonal
Em geometria, a bipirâmide pentagonal é um tipo de Sólidos de Johnson (J13). Pode ser visto como duas pirâmides pentagonais conectadas pela suas bases.